# Schizachyrium mexicanum
Schizachyrium mexicanum là một loài thực vật có hoa trong họ Hòa thảo. Loài này được (Hitchc.) A.Camus miêu tả khoa học đầu tiên năm 1924.